# Mądra Elżunia
Mądra Elżunia (Die Kluge Else) – baśń ludowa spisana przez braci Grimm i opublikowana w 1819 roku w drugim wydaniu ich zbioru Baśni (tom 1, nr 34).

## Treść[1]
Rodzice mądrej Elżuni postanowili wydać córkę za mąż. Wkrótce zjawił się parobek Jaś (w oryginale: Hans), który wyraził gotowość ożenienia się z nią. Wcześniej jednak chciał potwierdzić, czy rzeczywiście jest ona taka mądra za jaką uchodzi. Zjawił się u niej w domu. Rodzice posłali córkę do piwnicy po piwo, by ugościć Jasia. W piwnicy podczas nalewania piwa Elżunia wybuchnęła płaczem. Zobaczyła siekierę wbitą w powałę, zostawioną kiedyś przez cieślę. Pomyślała, że gdy jej i Jasiowi urodzą się dzieci i te dzieci zostaną posłane do piwnicy po piwo, siekiera może spaść i je zabić.
Tymczasem rodzice, nie wiedząc, dlaczego Elżunia nie wraca, posłali po nią najpierw służącą, potem parobka, a potem sami kolejno tam się udali. Kiedy kolejno dowiadywali się o powodzie płaczu, byli pełni podziwu dla jej mądrości i zaczynali płakać wraz z nią. Wreszcie do piwnicy przybył sam Jaś. Kiedy zobaczył płaczących i poznał powód ich płaczu, doszedł do wniosku, że więcej mądrości nie wymaga od żony. Następnie oświadczył się jej.
Po ślubie Elżunia zamieszkała z Jasiem w jego domu. Pewnego dnia Jaś wybrał się do pracy, a Elżuni przykazał, by poszła na pole żąć zboże na chleb. Elżunia jednak zaczęła pracę na polu od zjedzenia zabranych zapasów i długiej drzemki. Kiedy mąż zobaczył, że Elżunia śpi zamiast pracować, omotał ją we śnie sidłami na ptaki, które miały dzwonki. Elżunia obudziła się wieczorem i zaczęła dzwonić. Zdumiona nie była pewna, czy jest Elżunią, czy kimś innym. Chcąc się upewnić, udała się do domu i zapytała, czy jest w środku Elżunia. Kiedy Jaś odparł, że jest, uznała, że nie jest ona Elżunią, tylko kimś innym. Ruszyła przed siebie i od tej pory nikt już jej nie widział.